# 托爾奇河
托爾奇河（烏克蘭語：Торч），是烏克蘭的河流，位於該國中北部基輔州，屬於吉爾西基季基奇河的左支流，發源自羅祖姆尼齊亞以北，河道全長32公里，流域面積209平方公里。